# Parascorpaena maculipinnis
Parascorpaena maculipinnis är en fiskart som beskrevs av Smith, 1957. Parascorpaena maculipinnis ingår i släktet Parascorpaena och familjen Scorpaenidae. Inga underarter finns listade i Catalogue of Life.